# Kościół Wniebowzięcia Najświętszej Maryi Panny w Puławach
Kościół Wniebowzięcia Najświętszej Maryi Panny – rzymskokatolicki kościół parafialny należący do dekanatu Puławy archidiecezji lubelskiej.

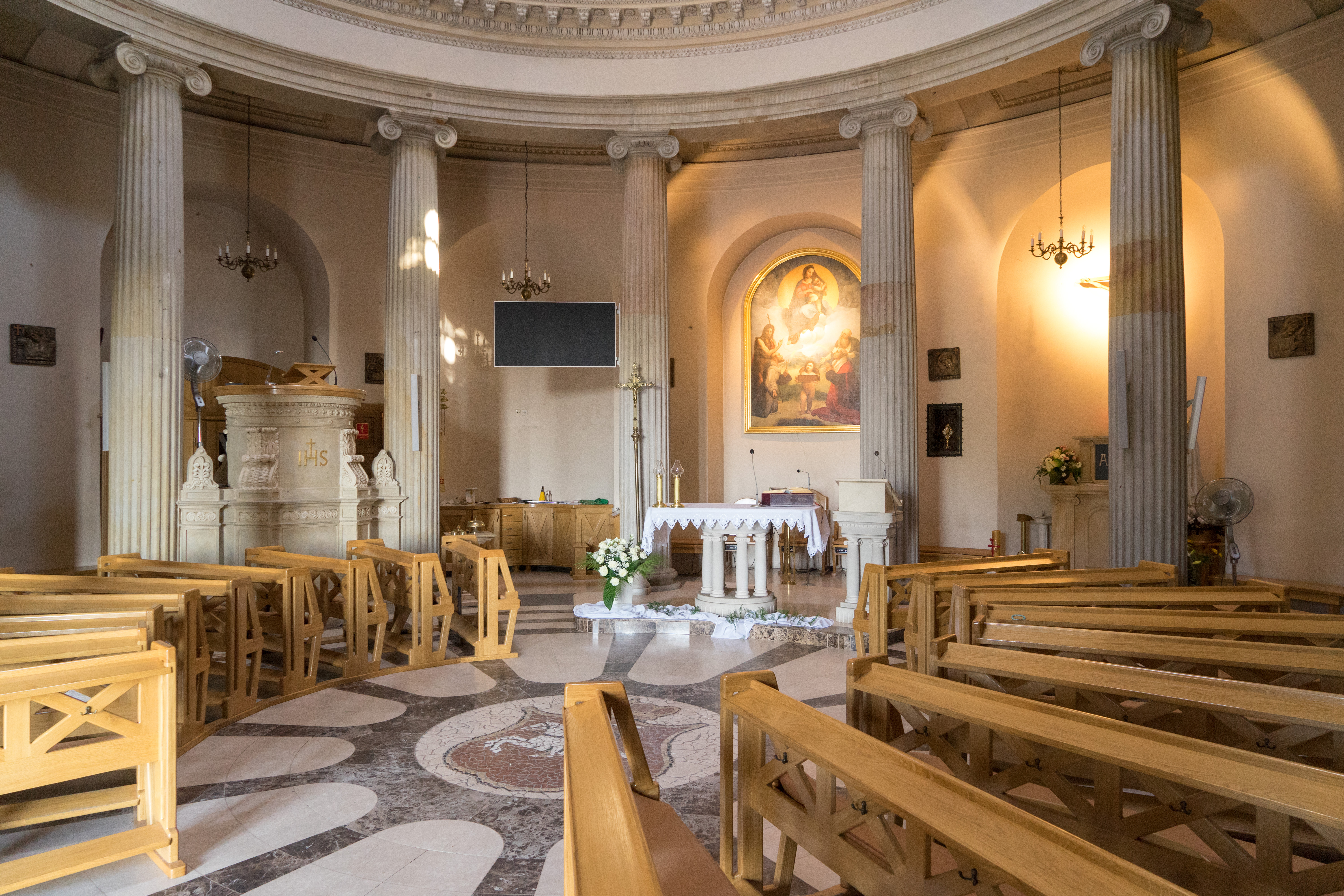
Wnętrze świątyni

Świątynia powstała jako kaplica Pałacu Czartoryskich. Jej plany budowy zostały zaakceptowane przez fundatora księcia Adama Kazimierza Czartoryskiego w dniu 3 stycznia 1800 roku. Prace budowlane rozpoczęły się wiosną tego roku, a zakończyły się w 1803 roku. Powstała wtedy budowla w stylu klasycystycznym, wzniesiona na wzór rzymskiego Panteonu. Zaprojektował ją Piotr Aigner, przy współudziale dekoratora Fryderyka Baumana. Fundator książę Adam Kazimierz Czartoryski, poświęcił kaplicę, swojej matce Zofii Czartoryskiej z Sieniawskich. Prace nad ostatecznym ukończeniem budowli trwały do 1814 roku. Między innymi w 1807 roku księżna Izabela Czartoryska postarała się o wyposażenie świątyni w podstawowe sprzęty liturgiczne: krzyż, szafkę na Hostię i mensę kamiennego ołtarza, która miała być przeznaczona do przechowywania relikwii. Monstrancja i szaty liturgiczne zostały przekazane ze skarbca pałacowego, a świeczniki zostały wykonane ze srebra przeznaczonego w tym celu od księżnej. W dniu 24 grudnia 1814 roku Kaplica Pałacowa została otwarta, księżna Izabela Czartoryska otrzymała wtedy od jej architekta klucz do drzwi wejściowych. Kaplica została konsekrowana  przez biskupa Wojciecha Józefa Skarszewskiego w 1815 roku. Kaplica została udostępniona także dla mieszkańców Puław, dla których kościół parafialny pod wezwaniem Św. Józefa we Włostowicach znajdował się dość daleko. Na ich prośbę książę Adam Kazimierz Czartoryski w dniu 17 czerwca 1817 roku wykonał zapis pieniężny dla księdza i postarał się o niego u biskupa Wojciecha Skarszewskiego. Pomoc pieniężną ofiarowała również księżna Maria Wirtemberska, natomiast pozostałe koszty mieli pokryć mieszkańcy Puław. Dzięki pozwoleniu biskupa już od 23 grudnia 1819 roku w kaplicy mogły być odprawiane nabożeństwa. W dniu 30 września 1919 roku została erygowana samodzielna parafia w Puławach, a dawna Kaplica Pałacowa stała się kościołem parafialnym.